# Șuhaida
Șuhaida (maghiară Suhajda) este o delicatesă de cofetărie a cărui rețetă a fost inventată în 1910 de József Suhajda, cofetar maghiar din Szeged . Șuhaidele în general sunt mici tarte de ciocolată amăruie umplute cu cremă  fină pe bază de lapte și cacao. Rețeta originală, elaborată de Șuhajda la începutul anilor 1910 prevedea utilizarea celei mai fine ciocolăți precum si ingrediente ca lapte, frișcă, zahăr de trestie, cacao, cafea, toate de cea mai bună calitate. Inițial delicatesele erau manufacturate în laboratorul de cofetărie din Seghedin, mai târziu la cel din Budapesta. Odată cu succesul de piață a delicatesei, Sujada, a protejatat-o ca marcă înregistrată și a trecut la producerea lor pe scară industrială în fabrica înființată de el la Budapesta și mai târziu la o a doua fondată de Suhajada la Viena. În perioada de dinainte și în timpul Primului Război Mondial, produsul Suhajda-comercializat sub acest brand, a cunoscut o largă răspândire în monarhia austro-ungară fiind exportat în mai multe țări europene. Variatatea aceasta de șuhaide avea formă mignon, invelișul exterior fiind dintr-un strat subțire de cicolată amăruie crocantă iar umplutura era formată dintr-un miez de cremă mocca învelit cu un strat de cremă pariziană.